# Savica-vízesés
A Savica-vízesés, közismert, de pontatlan megnevezéssel Száva-vízesés (szlovénül: Slap Savica) a leghíresebb vízesés Északnyugat-Szlovéniában, a Júliai-Alpokban, a Triglavi Nemzeti Park területén. 78 méter magas, és a Savica nevű karsztforrás táplálja közvetlenül a vízesés felett.

## Jellemzői
A víz nagy része a Fekete-tó (Črno jezero) körüli karsztmedencéből származik, amely körülbelül 500 méterrel magasabban fekszik a vízesés felett, emiatt a forrás viszonylag egyenletes és nagy vízhozamú. A víz a föld alatti forráshoz szivárog, ahol két részre oszlik. Heves esőzések után előfordulhat, hogy a tó és környéke vízellátása meghaladja a járatok kapacitását, és a víz egy része lépcsőzetes vízesések láncolatában folyik a felszínen 600 méter szintkülönbséget megtéve.
A vízesés a Komma-szikláról zúdul a mélybe, majd az azonos nevű patakban folytatódik, amely aztán Szlovénia legnagyobb természetes tavába, a Bohinji-tóba ömlik, mint annak legfőbb vízforrása. A Bohinji-tó vize a Sava Bohinjka forrása, amely a Sava Dolinkával való összefolyása után a Száva folyót képezi.

## Turizmus
A vízesés megközelítéséhez a Bohinji-tó partján fekvő Ukanc zsákfalujáig kell eljutni, majd az északnyugat felé vezető úton egészen a Száva-menedékháznál (Dom Savica) található parkolóig lehet eljutni autóval. A parkoló, illetve a túraösvény a főszezonban áprilistól októberig fizetős. Innen a Savicához vezető ösvényen kívül is számos más túraútvonal indul, közülük az egyik legszebb a Hét-tó völgyébe.
A lépcsőkön 130 méter szintkülönbséget kell leküzdeni, de a kilátópontra felérőknek nem csak a Savica-vízesés elképesztő türkiz színű vizére, hanem az alattuk elterülő Bohinji-tóra is szép panoráma nyílik.

## Kultúra
France Prešeren, a szlovén nemzeti himnusz szerzője írta az egyik legfontosabb, a szlovén nemzeti eposznak tekinthető Krst pri Savici (Keresztelő a Savicánál, 1836) című művet, amely itt játszódik.

## Galéria

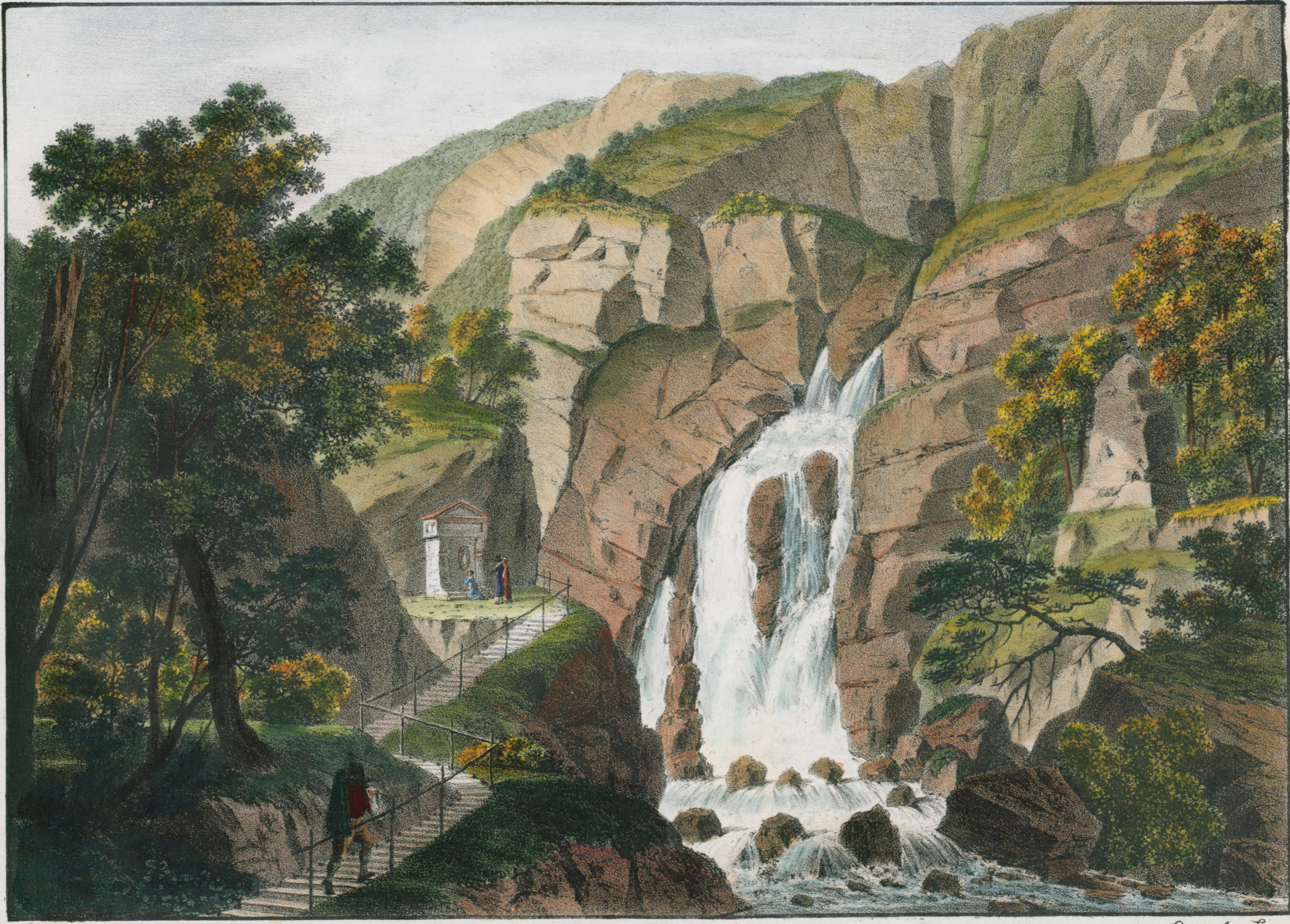
A környék 1830-ban
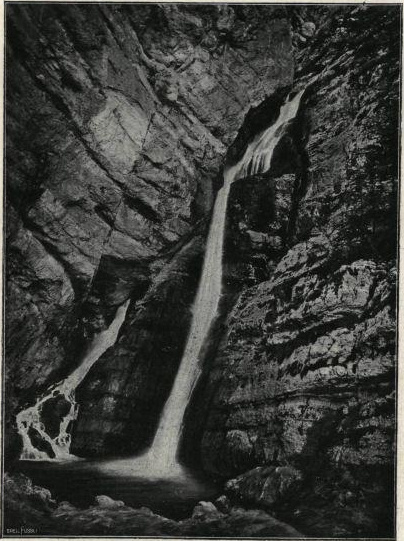
A vízesés 1907-ben
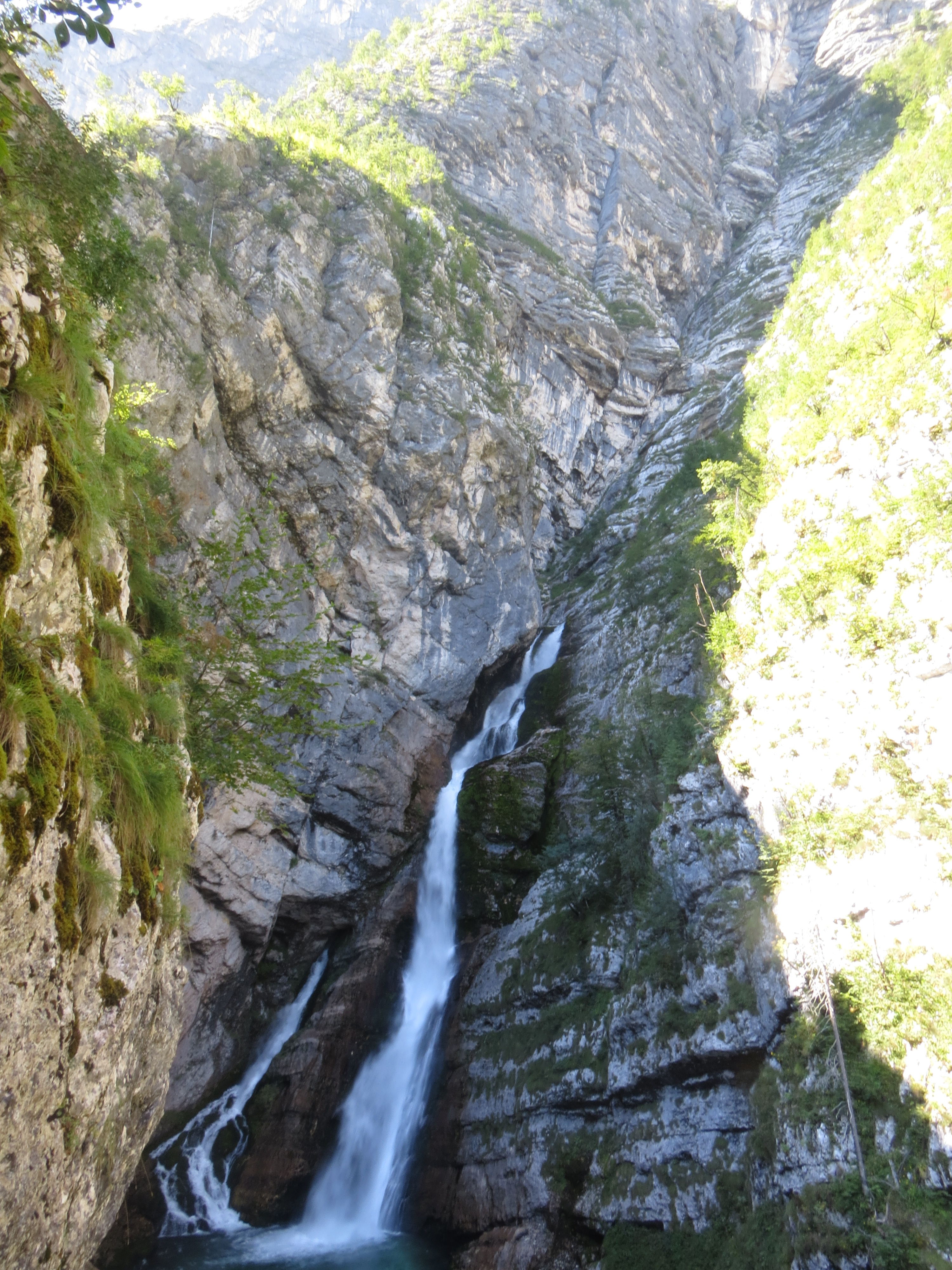
A sziklafal és annak völgye
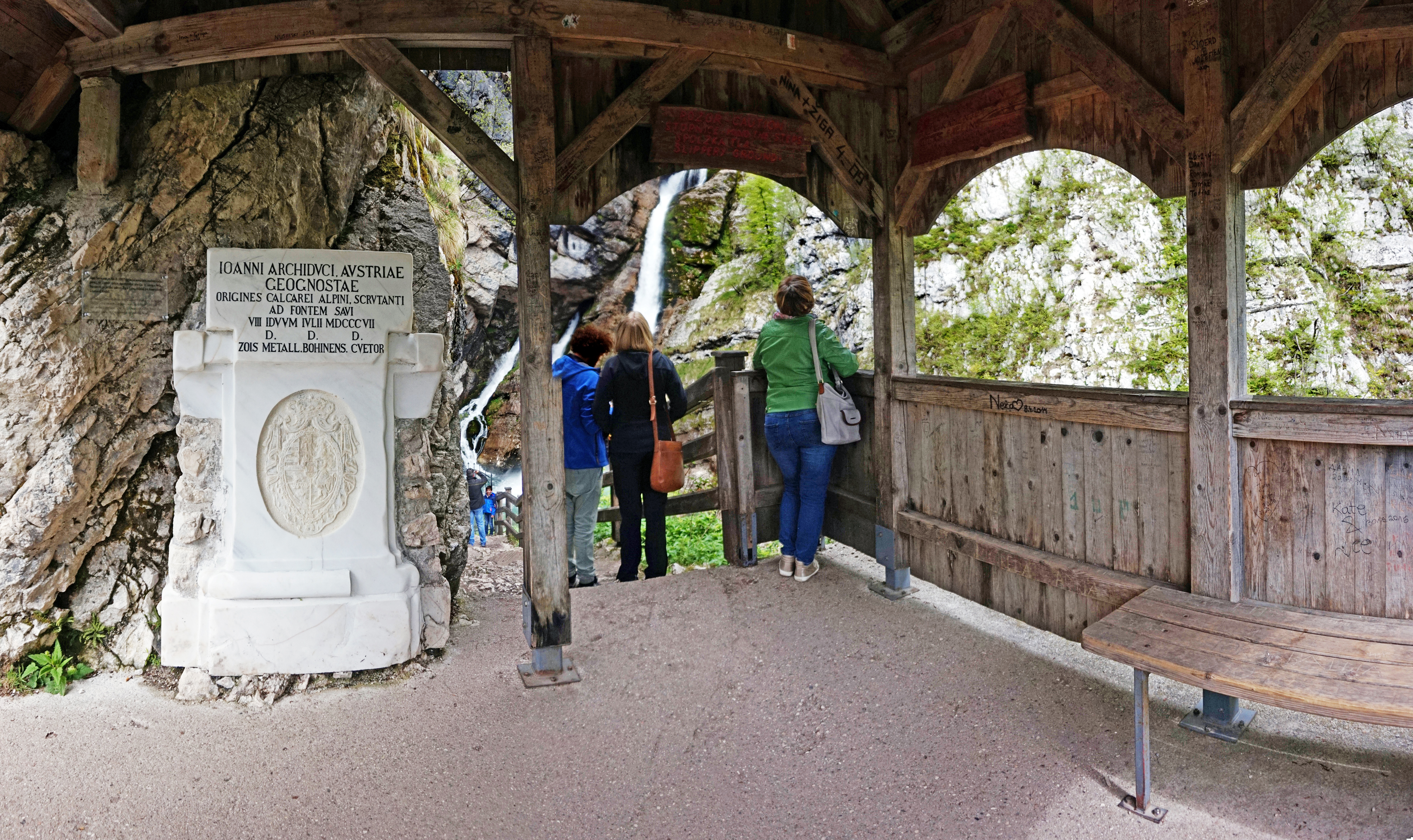
A kilátópont és a főhercegi látogatás emléktáblája
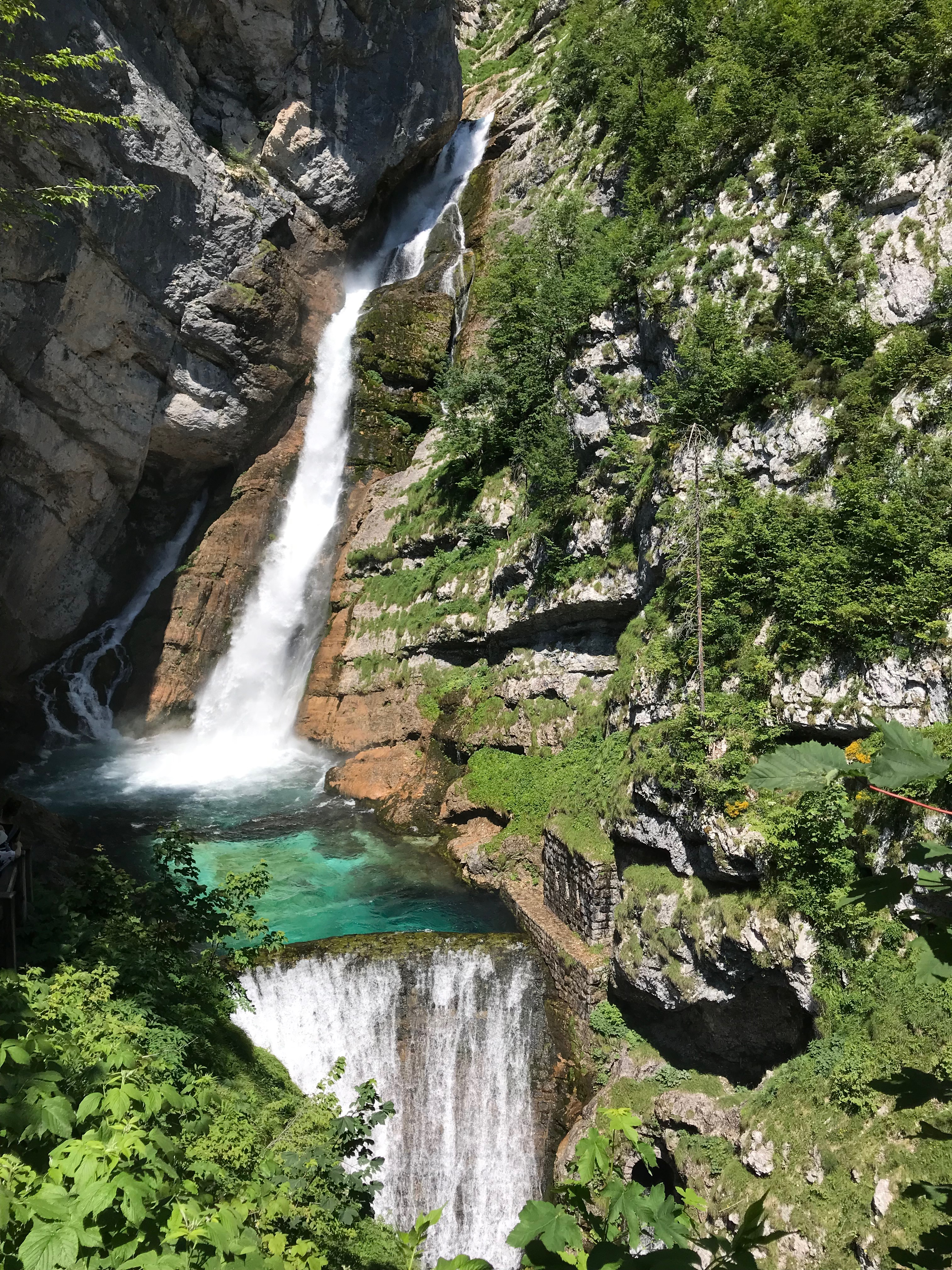
A türkiz színű medence
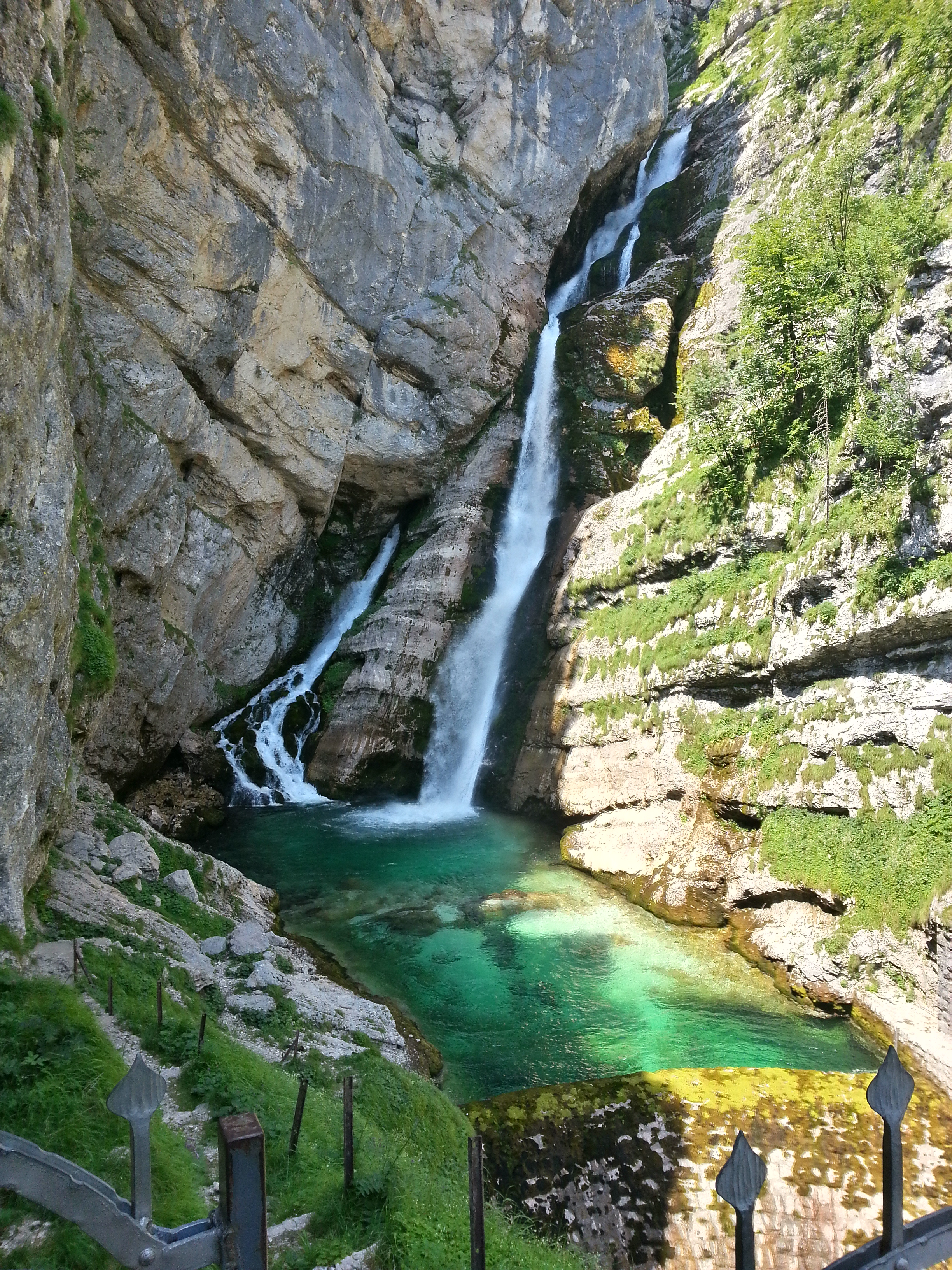
Tavasszal
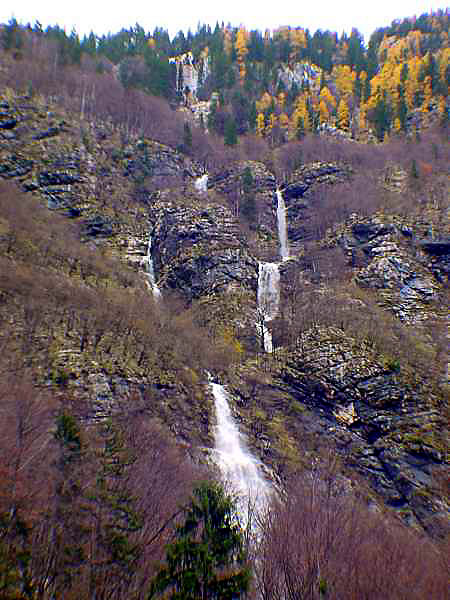
A heves esőzéseket követő 600 méteres vízeséslánc

## Fordítás
- Ez a szócikk részben vagy egészben  a   Savica (waterfall) című angol Wikipédia-szócikk ezen változatának fordításán alapul.  Az eredeti cikk szerkesztőit annak laptörténete sorolja fel. Ez a jelzés csupán a megfogalmazás eredetét és a szerzői jogokat jelzi, nem szolgál a cikkben szereplő információk forrásmegjelöléseként.